# Bwabwata-Nationalpark
Der Bwabwata-Nationalpark (ehemals Caprivi-Nationalpark und Mahango-Nationalpark) ist ein Nationalpark in Namibia. Er erstreckt sich auf fast das ganze Gebiet des westlichen Caprivizipfels in Namibia.
Im Norden und Süden wird er durch die namibische Staatsgrenze (Angola im Norden und Botswana im Süden), im Westen durch den Okavango (Bagani) und im Osten durch den Kwando begrenzt. Östlich schließt jenseits des Kwando der Mudumu-Nationalpark an. Er ist weiterhin – von West nach Ost – untergliedert in die Bereiche Mahango Core, Buffalo Core, Bwabwata Multi-Purpose Area und Kwando Core. In den Core-Gebieten, d. h. Kerngebieten, dürfen die traditionellen Bevölkerungsgruppen nicht leben.
Der Park wurde 2007 als Zusammenschluss des Caprivi-Nationalparks und des Mahango-Nationalparks proklamiert. Der Caprivi-Nationalpark wurde bereits 1968, der Mahango-Nationalpark 1986 gegründet. Lange Zeit waren hier südafrikanische Truppen stationiert, die Rebellen im angrenzenden Angola verfolgten.
Am 29. November 2013 stürzte eine Embraer 190 auf dem Linhas-Aéreas-de-Moçambique-Flug 470 auf dem Weg von Maputo nach Luanda im Bwabwata-Nationalpark ab. Bei dem Absturz starben alle 33 Personen an Bord.
Etwa ein Siebtel der Fläche des Parks steht seit 2016 als Teil eines Vorschlags zur Erweiterung der Welterbestätte Okavangodelta in Botswana um dessen in Namibia liegende Zulauf- und Randgebiete auf der Tentativliste von Namibia.

## Vegetation
Der Mittelteil ist ganz mit Laubwäldern bedeckt und wird auf 180 km vom Trans-Caprivi-Highway durchschnitten. Am östlichen Ende fällt der Park in die weite Ebene des Kwando ab. Hier wird der Park durch einige, wenn auch sehr schlechte, Sandpisten erschlossen. Im westlichen Teil, mit Ausnahme der direkten Uferstreifen, besteht die Vegetation im Park aus typischem Trockenwald, auf den Dünen finden sich Mukwa (Pterocarpus angolensis), Burkea africana und Rhodesisches Teak (Baikiaea plurijuga), dazwischen auch Schivibaum (Newtonia hildebrandtii), Mankettibaum (Ricinodendron rautanenii) und Combretum collinum. In der Strauchschicht treten Zwillingsblatt-Kaffeestrauch (Bauhinia petersiana) und Baphia massaiensis auffallend hervor.
Von besonderer Bedeutung ist der Flussuferwald am Abschnitt entlang des Okavango, da dieser in Namibia weitgehend einmalig ist. Hier überwiegen der Kalahari-Apfelblattbaum (Lonchocarpus neisii), Syzygium guineense, Garcinia livingstonei und Schakalbeerenbaum (Diospyros mespiliformis). Daneben finden sich Wurmrindenbäume (Albizia pallida), Acacia nigrescens, Rosinenbusch-Arten (Grewia spp.), Wart-ein-Weilchen (Ziziphus mucronata) und die Ringhülsenakazie (Acacia tortilis). Direkt an den Ufern und im Bereich der Überschwemmungsbereiche gibt es kleinere Vorkommen der Wilden Dattelpalme (Phoenix reclinata), am Picknickplatz am Okavangoufer stehen einige Baobabs (Adansonia digitata).
Im Bereich der Omiramba Mahango und Thinderevu findet sich typische Omiramba-Vegetation mit sumpfigen Flussbetten und einem typischen Akazien-Trockenwald mit Acacia- und Combretum-Arten: der Kameldorn (Acacia erioloba), die Sandfeld-Akazie (Acacia fleckii), Kerzenakazie (Acacia hebeclada) und Ringhülsenakazie (Vachellia tortilis) sowie Ahnenbaum-Arten Combretum imberbe und Combretum hereroense.

## Flora
Der größte Teil des Parks wird von Savanne bedeckt mit einem dichten Baumbestand. Im Osten im Überschwemmungsgebiet des Kwando sind Marschen und Reetinseln dominierend.

## Fauna
Der Bwabwata-Nationalpark beherbergt eine große Zahl von Tieren, darunter auch vier der bekannten „Großen Fünf“ Löwe, Leopard, Elefant und Büffel. Entlang der Flussläufe können Krokodile und Flusspferde sowie sehr viele Wasservögel beobachtet werden. Bekannt sind die Marschen des Kwando für die großen Elefantenherden, die das Gebiet durchqueren (teilweise 100 Tiere und mehr). An Großwild finden sich zahlreiche Antilopenarten wie Lechwe, Riedbock, und Sitatunga, die nur hier anzutreffen ist. Daneben findet man Buschbock, Pferde- und Rappenantilope, Leierantilope, Streifengnu, Impala, Kudu und seltener Oryx, aber auch Büffel, die hier auf ihrer Wanderung aus dem Caprivi Halt machen. Schließlich kommen auch noch eine Reihe kleinerer Antilopen- und Kleinsäugerarten vor.
Hier findet man auch einige der letzten Wildhunde Namibias sowie mehr als 400 Vogelarten.

## Fotos

Combretum paniculatum im Bwabwata-Nationalpark
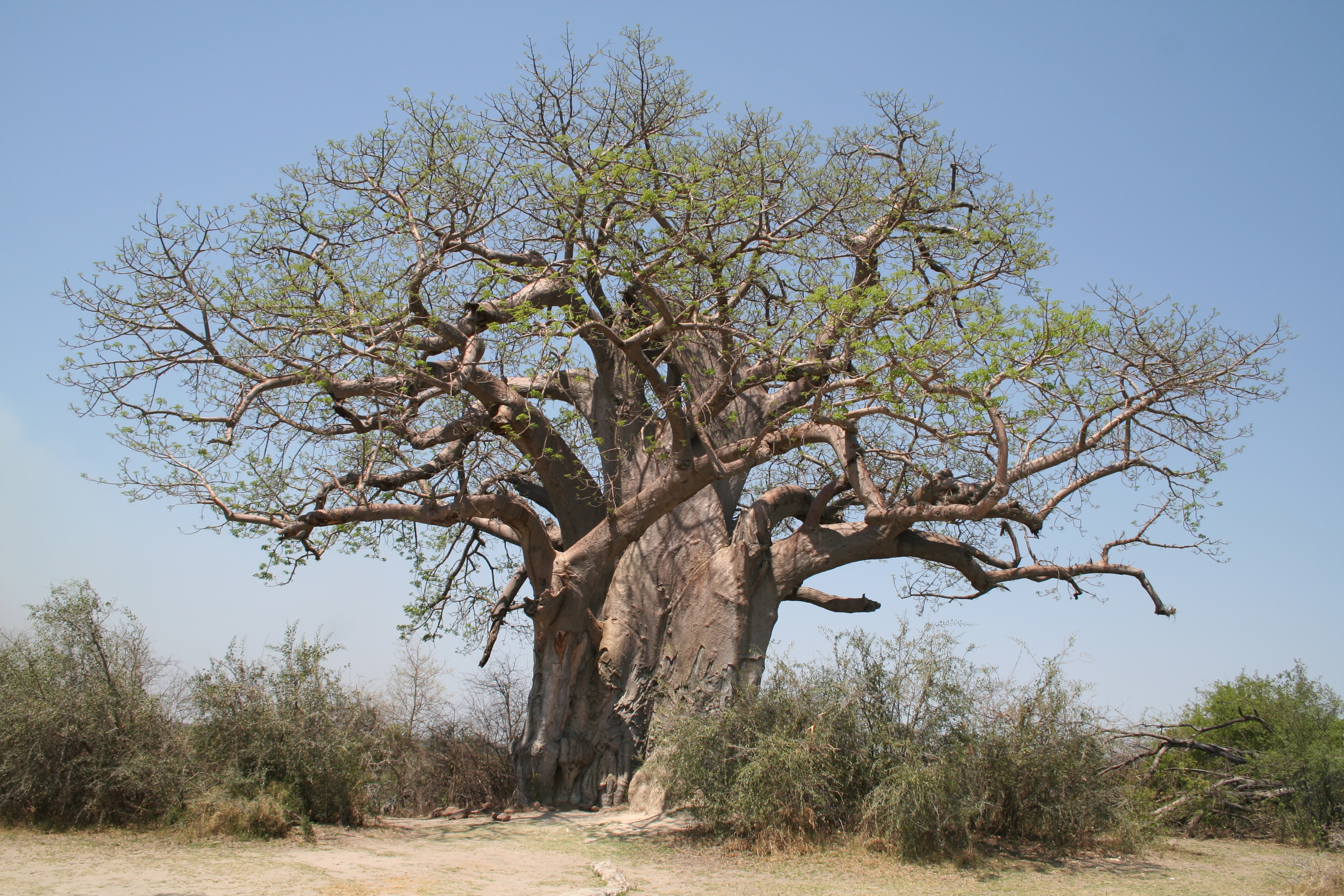
Baobab im Bwabwata-Nationalpark
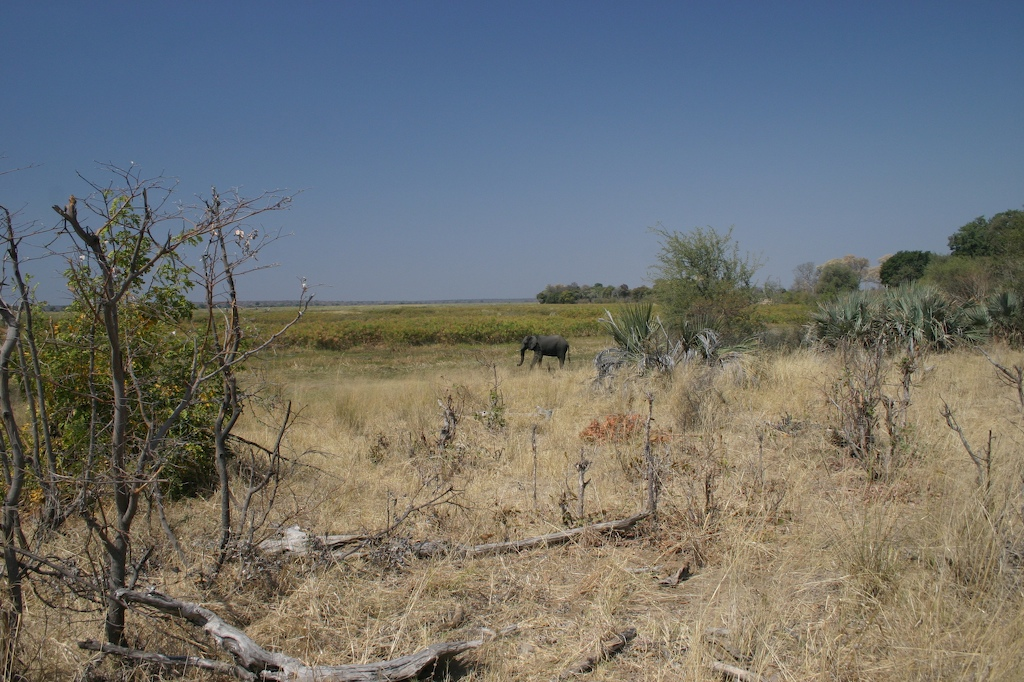
Landschaft im Bwabwata-Nationalpark
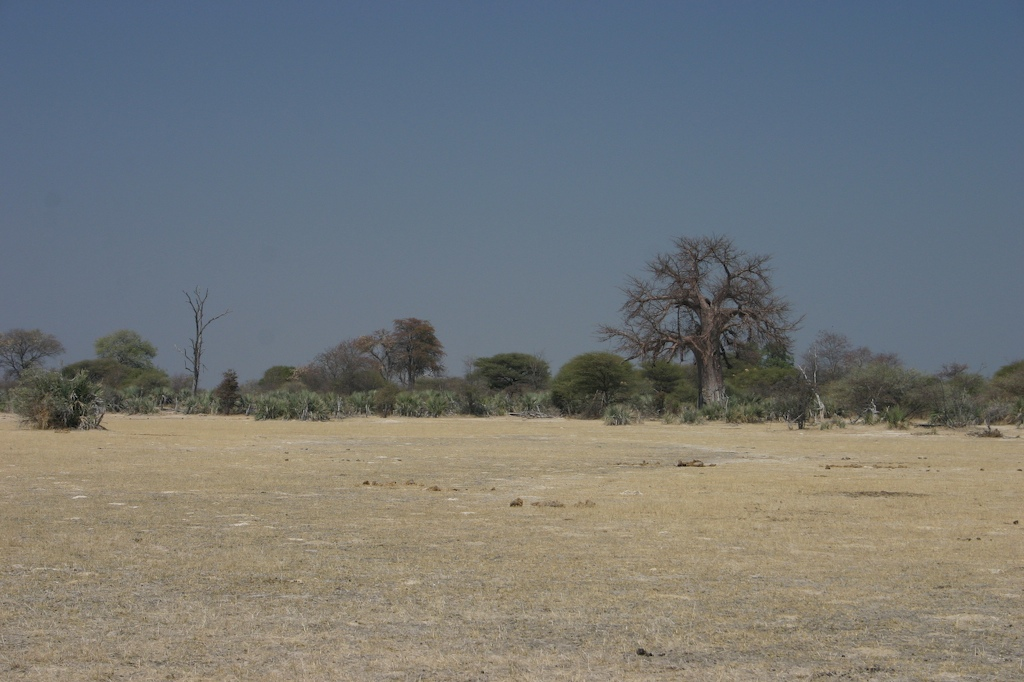
Landschaft im Bwabwata-Nationalpark